# Ashikaga Yoshihide
En aquest nom japonès, el cognom és Ashikaga.
Ashikaga Yoshihide (足利 義栄, 1538 - 28 d'octubre del 1568) va ser catorzè shogun del shogunat Ashikaga i va governar breument entre febrer i setembre del 1568 al Japó. Va ser el net de l'onzè shogun Ashikaga Yoshiharu i cosí del tretzè shogun Ashikaga Yoshiteru.
Recolzat per Mastunaga Hisahide i Miyoshi Nagayoshi va esdevenir shogun tres anys després de la mort de Yoshiteru. No obstant la situació política a Kyoto el va fer incapaç d'entrar a la ciutat.
El setembre del 1568, Oda Nobunaga va arribar a Kyoto i va prendre la capital, instal·lant a Ashikaga Yoshiaki amb el quinzè shogun. Yoshihide mai va poder instal·lar-se en Kyoto, va morir poc després a Kyoto.